# Grammonota
Grammonota és un gènere d'aranyes araneomorfes de la subfamília Erigoninae, dins de la família Linyphiidae.
Fou descrit per primera vegada per James Henry Emerton l'any 1882.
És sinònim del gènere Itytis Strand, 1932

## Distribució
Es pot trobar a Amèrica.

## Llista d'espècies
Segons The World Spider Catalog 12.0:
- Grammonota angusta Dondale, 1959 – USA, Canadà
- Grammonota barnesi Dondale, 1959 – USA
- Grammonota calcarata Bryant, 1948 – La Española
- Grammonota capitata Emerton, 1924 – USA
- Grammonota chamberlini Ivie & Barrows, 1935 – USA
- Grammonota coloradensis Dondale, 1959 – USA
- Grammonota culebra Müller & Heimer, 1991 – Colòmbia
- Grammonota dalunda Chickering, 1970 – Panamà
- Grammonota dubia (O. Pickard-Cambridge, 1898) – Guatemala
- Grammonota electa Bishop & Crosby, 1933 – Costa Rica
- Grammonota emertoni Bryant, 1940 – Cuba
- Grammonota gentilis Banks, 1898 – Nord-amèrica
- Grammonota gigas (Banks, 1896) – USA
- Grammonota innota Chickering, 1970 – Panamà
- Grammonota inornata Emerton, 1882 – USA, Canadà
- Grammonota insana (Banks, 1898) – Mèxic
- Grammonota inusiata Bishop & Crosby, 1933 – USA
- Grammonota jamaicensis Dondale, 1959 – Jamaica
- Grammonota kincaidi (Banks, 1906) – USA
- Grammonota lutacola Chickering, 1970 – Panamà
- Grammonota maculata Banks, 1896 – USA, Costa Rica
- Grammonota maritima Emerton, 1925 – Canadà
- Grammonota nigriceps Banks, 1898 – Mèxic
- Grammonota nigrifrons Gertsch & Mulaik, 1936 – USA
- Grammonota ornata (O. Pickard-Cambridge, 1875) – USA, Canadà
- Grammonota pallipes Banks, 1895 – USA
- Grammonota pergrata (O. Pickard-Cambridge, 1894) – Guatemala
- Grammonota pictilis (O. Pickard-Cambridge, 1875) (Espècie tipus) – USA, Canadà
- Grammonota salicicola Chamberlin, 1949 – USA
- Grammonota samariensis Müller & Heimer, 1991 – Colòmbia
- Grammonota secata Chickering, 1970 – Panamà, Colòmbia
- Grammonota semipallida Emerton, 1919 – Canadà
- Grammonota subarctica Dondale, 1959 – USA (Alaska)
- Grammonota suspiciosa Gertsch & Mulaik, 1936 – USA
- Grammonota tabuna Chickering, 1970 – Costa Rica, Panamà
- Grammonota teresta Chickering, 1970 – Mèxic, Panamà, Colòmbia
- Grammonota texana (Banks, 1899) – USA
- Grammonota trivittata Banks, 1895 – USA
  - Grammonota t. georgiana Chamberlin & Ivie, 1944 – USA
- Grammonota vittata Barrows, 1919 – USA
- Grammonota zephyra Dondale, 1959 – USA